# Elmenhorst/Lichtenhagen
Elmenhorst/Lichtenhagen es un municipio situado en el distrito de Rostock, en el estado federado de Mecklemburgo-Pomerania Occidental (Alemania), a una altura de 9 metros. Su población a finales de 2016 era de 4000 habs. y su densidad poblacional,  340hab/km².